# Michael Poulsen
Michael Poulsen (Slagelse, 1º aprile 1975) è un cantante e chitarrista danese, noto soprattutto per essere il frontman dei Volbeat.

## Biografia
Poulsen cresce in una piccola cittadina a circa un'ora di distanza da Copenaghen in una famiglia con una sorella gemella e altre due gemelle più piccole. I genitori sono grandi fan di Elvis Presley, Jerry Lee Lewis, Johnny Cash e Chuck Berry, tutti artisti che influenzeranno pesantemente la sua futura produzione musicale insieme ai suoi ascolti adolescenziali come Ramones, Metallica, Iron Maiden, Whitesnake, Deep Purple e Black Sabbath. All'età di 17 anni si trasferisce a Copenaghen e forma la sua prima band chiamata Dominus.
Con loro pubblica quattro album tra il 1994 e il 2000, ma Poulsen è stanco del death metal e della sua scena e l'anno successivo scioglie la band. Decide di formarne una nuova chiamata Volbeat, dal nome del terzo album dei Dominus, con cui riprende le influenze rockabilly e country fondendole con l'heavy metal. Dopo la pubblicazione di due demo, nel 2005 esce il primo album intitolato The Strength/The Sound/The Songs che raggiunge la 18ª posizione della classifica danese, diventando il primo album di una band metal danese ad entrare nella top 20. Con i successivi Rock the Rebel/Metal the Devil e Guitar Gangsters & Cadillac Blood la band entra direttamente alla prima posizione della classifica e, sempre in Danimarca, si aggiudica due dischi d'oro e uno di platino.

## Premi
Nel 2006 ha ricevuto una nomination nella categoria "Miglior cantante dell'anno" e "Compositore dell'anno" agli Steppeulven Awards. Due anni dopo ha ricevuto una nomination come "Miglior cantante" ai Danish Music Awards.

## Discografia

### Con i Dominus
- 1992 - Ambrosias Locus (demo)
- 1993 - Astaroth (demo)
- 1996 - View to the Dim
- 1996 - The First 9
- 1997 - Vol.Beat
- 2000 - Godfallos

### Con i Volbeat
- 2002 - Volbeat (demo)
- 2003 - Beat the Meat (demo)
- 2005 - The Strength/The Sound/The Songs
- 2007 - Rock the Rebel/Metal the Devil
- 2008 - Guitar Gangsters & Cadillac Blood
- 2010 - Beyond Hell/Above Heaven
- 2013 - Outlaw Gentleman & Shady Ladies
- 2016 - Seal the Deal & Let's Boogie
- 2019 - Rewind, Replay, Rebound
- 2021 - Servant of the Mind

## Videografia
- 2008 - Live: Sold Out DVD
- 2011 - Live from Beyond/Above Heaven DVD/CD